# 伊泰尔·皮沙
伊泰尔·皮沙（约公元前1833年—约公元前1831年前后在位）（英語：Iter-piša）。伊辛第一王朝国王。承袭赞巴亚之位，为伊辛第一王朝后期较为重要的君主之一，死后由乌尔杜库伽继承其位。与其相关的文物亦留存至今。